# Kärlek (1952)
Kärlek är en svensk dramafilm från 1952 i regi av Gustaf Molander. Manuset är skrivet efter pjäsen Kærlighed av Kaj Munk.

## Handling
Den unge Einar Brandt kommer till fiskarsamhället Hällö på västkusten, där han fått tjänsten som präst. Han utgår från att tjänstgöringen ska bli lugn och att han ska kunna skriva färdigt sin doktorsavhandling. Men befolkningens liv på havet är hårt och svåra olyckor inträffar. Brandt ställs inför känslomässigt svåra situationer som rör både kärlek och död.   

## Rollista i urval
- Sven Lindberg - Einar Brandt, präst
- Doris Svedlund - Inga Tomasson
- Erik Strandmark - Anton Tomasson, fiskare
- Victor Sjöström - Biskopen
- Anders Henriksson - Sylvester Andreasson, fiskare
- Hugo Björne - Klockare Andersson
- Gunnel Lindblom - Rebecka
- Kolbjörn Knudsen - Brandeus, prost
- Jarl Kulle - Wilhelm Andreasson
- Märta Dorff - Selma Danielsson